# Бак Дхарма
До́нальд Бра́йан Ро́зер (англ. Donald Brian Roeser; род. 12 ноября 1947, Лонг-Айленд), более известный под псевдонимом Бак Дха́рма (англ. Buck Dharma) — американский музыкант, гитарист, автор песен, основатель и участник рок-группы Blue Öyster Cult.
Бак Дхарма является одним из самых техничных гитаристов, играющих тяжелую музыку. В 2004 году он был включен в список 100 величайших металлических гитаристов журналом Guitar World, а в 2009 британский журнал Classic Rock включил Дональда в свой список величайших гитаристов всех времен.

## Биография

### Ранние годы
Дональд родился в городе Лонг-Айленд (США). Отец Дональда был известным джазовым саксофонистом, поэтому он часто проводил время, слушая джаз и уже в раннем возрасте заинтересовался музыкальными инструментами.
Британское вторжение 60-х годов сильно повлияло на Дональда. Он стал проявлять интерес к ударным, но из-за травмы запястья был вынужден прекратить играть на барабанах. Розер научился играть на гитаре, что нравилось ему куда больше, чем игра на ударных.
Уже в школьные годы Розер играл в различных кавер-группах, оттачивая собственное мастерство и вырабатывая свой уникальный стиль. Дональд поступил в Кларксонский Университет в Нью-Йорке, где основал группу совместно с Альбертом Бушаром. Они играли вдвоём на протяжении всего обучения в университете и вскоре решили посвятить всё своё время музыке. Переехав в дом неподалёку от Университета Стоуни-Брук, они начали профессиональную карьеру.

### 1968 — 1971:Soft White Underbelly и  Stalk Forrest Group
В 1968 году Розер и Бушар основали группу «Soft White Underbelly». Помимо них, членами группы были клавишник Аллен Ланье, вокалист Лес Браунштейн, бас-гитарист Эндрю Уинтерс и их продюсер Сэнди Пёрлмэн. В 1968 году они подписывают контракт с компанией Elektra Records. После этого группу покинул Браунштейн, его место занял новый участник Эрик Блум.
В 1970 году после неудачных выступлений группа поменяла название на «Stalk Forrest Group». Elektra Records разорвала контракт с группой и выпуск альбома был отложен (в итоге он был выпущен лишь в 2001 году).

### 1971 — настоящее время
Вместе с Блумом, Ланье, Пёрлмэном и братьями Бушар (к группе присоединился басист Джо Бушар) Розер организует группу «Blue Öyster Cult» (Культ голубой устрицы). Они подписывают контракт с Columbia Records и в период с 1972 по 1975 годы выпускают четыре альбома. Розер не принимал активного участия в написании песен, однако песни в его исполнении оказываются довольно успешными.
В 1976 году Бак Дхарма написал самую успешную песню группы— «(Don't Fear) The Reaper»Также он был автором таких известных песен, как  «Godzilla» и «Burnin' For You».
В 1982 году он выпускает свой первый и пока единственный сольный альбом—«Flat Out».
В 1985 году группа приняла участие в записи благотворительного альбома «Hear ’n Aid». Песня «Stars» содержит гитарное соло Розера.
К 1986 году группу покинули Ланье и братья Бушары. В какой-то момент группа состояла всего из двух участников — Блума и основателя Розера. На замену Джо пришёл Джон Роджерс, группа приняла участие в очередном туре и решила взять «тайм-аут».
В конце 1990-х  "Blue Öyster Cult" подписывает контракт с Sanctuary Records на два студийных альбома в период с 1998 по 2002 годы. Группа разорвала контракт с этой компанией в 2002 году. 
Розер продолжал гастролировать с группой и в декабре 2012 года принял участие в концерте к сорокалетию группы.
1 января 2015 года Розер опубликовал новую песню «Fight». Эта песня стала первой работой Бака Дхармы с 2001 года и, вполне возможно, намекает о предстоящем сольном альбоме Дональда.

## Личная жизнь
В 2002 году Дональд и его жена Сэнди создали юмористический веб-сериал «The Dharmas», повествующий о жизни семьи Дональда.

## Персональные инструменты
Дональд использует гитары Gibson SG, Fender Stratocaster и номерные модели Steinberger, одна из которых выполнена в виде куска сыра. Розер называет её «Чизбергер».

## Псевдоним
Свой знаменитый псевдоним «Бак Дхарма»  Розер получил в конце 1960-х годов. Сэнди Пёрлмэн придумал всем участникам группы уникальный псевдоним, однако все музыканты, кроме Дональда, отказались. Розеру очень понравился этот псевдоним и он решил выступать под этим именем.

## Дискография

### Студийные альбомы
- Flat Out (1982)

## См.также
- Blue Öyster Cult